# Johannes Gottfried Merkel
Johannes Gottfried Merkel (* 25. September 1860 in Leipzig; † 13. Mai 1934 ebenda) war ein deutscher Komponist und Musikpädagoge.

## Leben
Johannes Gottfried Merkel besuchte das Konservatorium in Leipzig. Er promovierte an der Universität Leipzig 1886 mit der Arbeit Betrachtungen über die deutsche Tonkunst im 18. Jahrhundert. Zeitweilig war Merkel auch Schüler von Franz Liszt.
Von 1888 bis 1892 wirkte Merkel als Lehrer an der Musikschule in Riga und von 1892 bis 1894 am Eichelbergschen Konservatorium in Berlin. 1898 wurde er an das Leipziger Konservatorium berufen. Dort wurde er 1918 zum Professor ernannt.

## Werke (Auswahl)
Johannes Gottfried Merkel komponierte eine Klaviersonate sowie mehrere Hefte mit Klavierstücken. Von seinen ungedruckten Werken wurden ein Klavierkonzert, eine Sinfonie, eine Konzertouvertüre, ein Streichquartett sowie mehrere kontrapunktische Klavierstücke in Konzerten aufgeführt. Darüber hinaus gab er kritische Neuausgaben ausgewählter Werke von Gottlieb Muffat heraus. Zudem schrieb er einige Lehrbücher.
- Betrachtungen über die deutsche Tonkunst im achtzehnten Jahrhundert, Inaugural-Dissertation zur Erlangung der Doktorwürde,  Breitkopf & Härtel, Leipzig, 1886 OCLC 991536357
- Der Musikführer: Anton Rubinstein, Ocean-Symphonie op. 42, Bechold, Leipzig, 1897 OCLC 250938858
- Der Musikführer: Fréd. Chopin, Klavierkonzert in E-moll, op. 11, erläutert von ... Johannes Merkel, Bechold, Frankfurt am Main, 1897 OCLC 843634584
- Der Musikführer: Robert Schumann, Der Rose Pilgerfahrt. [Märchen nach einer. Dichtung von Moritz Horn, für Solostimmen, Chor und Orchester.] Mit Text. Op. 112. Erläutert von ... Johannes Merkel, Bechold, Frankfurt am Main, 1897 OCLC 843634585
- Aufgaben zur Übung im Harmonisieren [Hauptw.], Breitkopf & Härtel, Leipzig, 1915 OCLC 718988133
- Kurzgefaßter Lehrgang des Kontrapunkts, Breitkopf & Härtel, Leipzig, 1917 OCLC 72584307
- Aufgaben zur Übung im Harmonisieren, Schlüssel, Breitkopf & Härtel, Leipzig, 1918 OCLC 718988141
- Kurzgefasstes Lehrbuch der Harmonik, Breitkopf & Härtel, Leipzig, 1907, 1919 OCLC 72268243
- Improvisation und Fuge,  Beilage Nr. 1 zu Heft 1 der Neuen Musik-Zeitung, Jahrgang 43, Grüninger, Stuttgart, 1922 OCLC 772631386
- Klaviersonate, vor 1890
- Vier Impromptus op. 4, Julius Hainauer, Breslau, 1891
- Sinfonie c-Moll, 1892
- Agathe Backer-Gröndahl: Romantische Stücke und andre Klavierkompositionen (op. 36, 39, 45, 59). Revidierte und befingerte Neuausgabe von Dr. Johanns Merkel, Leipzig, Robert Forberg, 1905